# Olympische Sommerspiele 2000/Teilnehmer (Algerien)
| Gelbes Symbol für Goldmedaillen mit stilisierten Olympischen Ringen | Graues Symbol für Silbermedaillen mit stilisierten Olympischen Ringen | Braundes Symbol für Bronzemedaillen mit stilisierten Olympischen Ringen |
| ------------------------------------------------------------------- | --------------------------------------------------------------------- | ----------------------------------------------------------------------- |
| 1                                                                   | 1                                                                     | 3                                                                       |

Algerien nahm an den Olympischen Sommerspielen 2000 in der australischen Metropole Sydney mit einer Delegation von 47 Sportlern, 37 Männer und 10 Frauen, in zehn Sportarten teil.
Seit 1964 war es die neunte Teilnahme Algeriens bei den Olympischen Sommerspielen.

## Flaggenträger
Der Mittelstreckenläufer Djabir Saïd-Guerni trug die Flagge Algeriens während der Eröffnungsfeier im Stadium Australia.

## Medaillengewinner
Mit einer gewonnenen Gold, einer Silber- und drei Bronzemedaillen belegte das algerische Team Platz 42 im Medaillenspiegel.

### Gold
| Name                | Sportart       | Wettkampf          |
| ------------------- | -------------- | ------------------ |
| Nouria Mérah-Benida | Leichtathletik | Frauen, 1500 Meter |

### Silber
| Name           | Sportart       | Wettkampf  |
| -------------- | -------------- | ---------- |
| Ali Saïdi-Sief | Leichtathletik | 5000 Meter |

### Bronze
| Name                | Sportart       | Wettkampf         |
| ------------------- | -------------- | ----------------- |
| Mohamed Allalou     | Boxen          | Halbweltergewicht |
| Abderrahmane Hammad | Leichtathletik | Hochsprung        |
| Djabir Saïd-Guerni  | Leichtathletik | 800 Meter         |

## Teilnehmer nach Sportarten

### Boxen
- Mebarek Soltani
Halbfliegengewicht: 17. Platz

- Nacer Keddam
Fliegengewicht: 17. Platz

- Hichem Blida
Bantamgewicht: 9. Platz

- Noureddine Madjhoud
Federgewicht: 17. Platz

- Mohamed Allalou
Halbweltergewicht: Bronze

- Abdel Hani Kenzi
Mittelgewicht: 17. Platz

- Mohamed Azzaoui
Schwergewicht: 9. Platz

### Fechten
- Wassila Rédouane-Saïd-Guerni
Frauen, Florett, Einzel: 39. Platz

- Zahra Gamir
Frauen, Degen, Einzel: 34. Platz

### Gewichtheben
- Leila Françoise Lassouani
Frauen, Klasse bis 58 Kilogramm: 14. Platz

### Judo
- Omar Rebahi
Superleichtgewicht: 9. Platz

- Amar Meridja
Halbleichtgewicht: im Viertelfinale der Hoffnungsrunde für Bronze ausgeschieden

- Nourredine Yagoubi
Leichtgewicht: 9. Platz

- Khaled Meddah
Mittelgewicht: im Viertelfinale der Hoffnungsrunde für Bronze ausgeschieden

- Sami Belgroun
Halbschwergewicht: 13. Platz

- Mohamed Bouaichaoui
Schwergewicht: in der 1. Runde ausgeschieden

- Salima Souakri
Frauen, Halbschwergewicht: 7. Platz

### Leichtathletik
- Malik Louahla
400 Meter: Vorläufe
4 × 400 Meter: Vorläufe

- Djabir Saïd-Guerni
800 Meter: Bronze

- Adem Hecini
800 Meter: Halbfinale
4 × 400 Meter: Vorläufe

- Kamal Boulahfane
1500 Meter: Halbfinale

- Noureddine Morceli
1500 Meter: Halbfinale

- Mohamed Khaldi
1500 Meter: Vorläufe

- Ali Saïdi-Sief
5000 Meter: Silber

- Réda Benzine
5000 Meter: 11. Platz

- Samir Moussaoui
10.000 Meter: 16. Platz

- Kamal Kohil
Marathon: 23. Platz

- Laïd Bessou
3000 Meter Hindernis: 11. Platz

- Mourad Benslimani
3000 Meter Hindernis: Vorläufe

- Kamel Talhaoui
4 × 400 Meter: Vorläufe

- Samir-Adel Louahla
4 × 400 Meter: Vorläufe

- Moussa Aouanouk
20 Kilometer Gehen: 23. Platz

- Abderrahmane Hammad
Hochsprung: Bronze

- Nouria Mérah-Benida
Frauen, 1500 Meter: Gold

- Nasria Baghdad-Azaïdj
Frauen, 10.000 Meter: Vorläufe

- Bahia Boussad
Frauen, 20 Kilometer Gehen: 45. Platz

- Baya Rahouli
Frauen, Dreisprung: 5. Platz

- Yasmina Azzizi
Frauen, Siebenkampf: 17. Platz

### Ringen
- Yassine Djakrir
Leichtgewicht, griechisch-römisch: 18. Platz

- Kader Silia
Mittelgewicht, griechisch-römisch: 20. Platz

### Rudern
- Rafik Amrane
Einer: 20. Platz

- Samia Hireche
Frauen, Einer: 17. Platz

### Schwimmen
- Salim Iles
50 Meter Freistil: 22. Platz
100 Meter Freistil: 13. Platz

- Mehdi Addadi
100 Meter Rücken: 46. Platz
200 Meter Rücken: 44. Platz

### Tischtennis
- David Kaci
Doppel: 33. Platz

- Farid Oulami
Doppel: 33. Platz

### Trampolinturnen
- Ali Bourai
Einzel: Vorrunde